# Скорина Людмила Петрівна
Людмила Петрівна Скорина (16 березня 1936, Чернігів) — українська мовознавиця.
Працювала викладачкою латинської мови у Київському державному університеті ім. Т. Г. Шевченка, Київському Національному університеті цивільної авіації, Академії адвокатури.
Професор. Кандидат філологічних наук, автор п'яти підручників для студентів вузів і латинсько-українського словника.

## Праці
- Porta Antiqua: підручник з латинської мови для учнів гуманітарних коледжів, ліцеїв, гімназій / Л. П. Скорина; За ред. М. А. Собуцького. — Київ : СІНТО, 1994. — 272с. ; 22см. — ISBN 5-11-001056-0
- Латинська мова для студентів-юристів / Lingua Latina Iuridicialis: підручник для студ. юридич. фак-тів ун-тів / Л. П. Скорина, Л. П. Чуракова ; Ред. С. В. Семчинський ; М-во освіти України. — Київ : Вища школа, 1995. — 255 с. ; 20,5см. - ISBN 5-11-004436-8 (в тв. пер.)
- Латинсько-український, українсько-латинський словник / Л. П. Скорина , О. А. Скорина. — Київ : Обереги, 2004. — 448 с. ; 16 см. — (Abecedarium). - ISBN 966-513-066-8 (в тв. обкл.)